# パンドラ (1951年の映画)
『パンドラ』（Pandora and the Flying Dutchman）は、1951年に公開されたイギリスのロマンティックファンタジードラマ映画。ギリシア神話の「パンドラ」と「さまよえるオランダ人」伝説を基に、舞台を公開時の現代にして映画化した作品。アルバート・リューインが製作、脚色、監督を務めた。出演はジェームズ・メイソンやエヴァ・ガードナーなど。テクニカラー。
いくつかのセットはマン・レイが製作した。主な撮影場所となったスペインカタルーニャ州のトッサデマールには、1996年にガードナーの像が建てられた。

## キャスト
| 役名         | 俳優                   | 日本語吹替 | 日本語吹替 |
| 役名         | 俳優                   | テレビ版1  | 東京12ch版 |
| ------------ | ---------------------- | ---------- | ---------- |
| ヘンドリック | ジェームズ・メイソン   | 春日章良   | 纓片達雄   |
| パンドラ     | エヴァ・ガードナー     |            | 此島愛子   |
| スティーブン | ナイジェル・パトリック |            | 大木民夫   |
| ジャネット   | シーラ・シム           |            |            |
| ジェフリー   | ハロルド・ウォレンダー |            |            |
| フアン       | マリオ・キャブレ       |            |            |
| レジー       | マリウス・ゴーリング   |            |            |

- 東京12ch版：初回放送1968年3月7日『木曜洋画劇場』他